# 2008 en bande dessinée
| Années de la bande dessinée : 2005 - 2006 - 2007 - 2008 - 2009 - 2010 - 2011    |
| Décennies de la bande dessinée : 1970 - 1980 - 1990 - 2000 - 2010 - 2020 - 2030 |

Cet article présente les faits marquants de l'année 2008 en bande dessinée.

## Événements

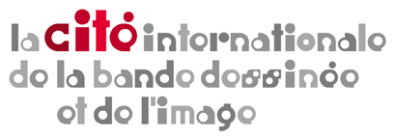
Logo de la Cité BD

- Inauguration de la Cité internationale de la bande dessinée et de l'image à Angoulême.
- Du 24 au 27 janvier : 35e festival d’Angoulême (Festival d'Angoulême 2008)
- Du 6 au 10 mars : Les 5 jours BD de Grenoble organisés par Mosquito
- Du 16 au 20 avril : 21e festival de la bande dessinée francophone de Québec
- Les 19 et 20 avril : 15e festival de bande dessinée de Perros-Guirec
- Du 28 au 30 mai : 9e festival BDécines
- Les 7 et 8 juin : 3e festival de la bande dessinée de Lyon
- Du 15 au 17 août : 74e éditions du Comiket à Tokyo (Japon)
- Du 12 au 14 septembre : 4e édition du Festival international de bande dessinée de Lausanne (BD-FIL).
- Du 27 au 28 : Première édition des Rencontres Chaland.
- Du 3 au 5 octobre : 32e festival Chambéry BD
- Du 24 au 25 octobre : Quai des Bulles - 29e festival de la bande dessinée et de l'image projetée à Saint-Malo
- Du 30 octobre au 2 novembre : Festival de bande dessinée de Lucques (Italie)
- Les 1er et 2 novembre : 3e tenue du Lille Comics Festival
- Du 21 au 23 novembre : 25e festival BD Boum de Blois
- Du 28 au 30 décembre : 75e éditions du Comiket à Tokyo (Japon)

## Meilleures ventes en France
1. Titeuf tome 12 : Le Sens de la vie par Zep chez Glénat : 495 400 exemplaires
2. Blake et Mortimer tome 18 : Le Sanctuaire du Gondwana par Yves Sente et André Juillard chez Blake et Mortimer : 266 600 exemplaires
3. Largo Winch tome 16 : La Voie et la Vertu par Van Hamme et Francq chez Dupuis : 204 400 exemplaires
4. Lucky Luke d’après Morris tome 3 : L'Homme de Washington par Achdé et Laurent Gerra chez Lucky Comics : 136 600 exemplaires
5. Naruto tome 34 par Kishimoto chez Kana : 133 000 exemplaires
6. Les Bidochon tome 19 : Les Bidochon internautes par Christian Binet chez AUDIE : 130 600 exemplaires
7. Lanfeust des Étoiles tome 8 : Le Sang des comètes par Scotch Arleston et Tarquin chez Soleil : 127 100 exemplaires
8. Naruto tome 35 par Kishimoto chez Kana : 123 300 exemplaires
9. Le Chat tome 15 : Une vie de chat par Philippe Geluck chez Casterman : 122 800 exemplaires
10. Naruto tome 36 par Kishimoto chez Kana : 118 100 exemplaires

## Nouveaux albums
Voir aussi : Albums de bande dessinée sortis en 2008

### Franco-belge
| Sortie     | Titre                                                                | Scénariste            | Dessinateur                   | Coloriste                     | Éditeur                 |
| ---------- | -------------------------------------------------------------------- | --------------------- | ----------------------------- | ----------------------------- | ----------------------- |
| janvier    | Les Aventures de Vick et Vicky t. 14 : Mission Dracula               | Bruno Bertin          | Bruno Bertin                  | Studio Vicky                  | P’tit Louis             |
| janvier    | Contre la bande dessinée : Choses lues et entendues                  | Jochen Gerner         | Jochen Gerner                 | N&B                           | L'Association           |
| mars       | Dieu n'a pas réponse à tout t. 2 (mais Il sait à qui s'adresser)     | Tonino Benacquista    | Nicolas Barral                | Delf                          | Dargaud                 |
| mars       | Égide t. 1 : Energy business                                         | Weytens               | Denis Rodier, Yan Le Pon      | Piero Bracconi                | Delcourt                |
| mars       | Blake et Mortimer t. 18 : Le Sanctuaire du Gondwana                  | Yves Sente            | André Juillard                | Madeleine De Mille            | Blake et Mortimer       |
| mai        | Jérôme d'Alphagraph t. 5 : Jérôme et l'Arbre                         | Marie Saur            | Nylso                         | Nylso                         | FLBLB                   |
| mai        | Kenya t. 5 : Illusions                                               | Rodolphe              | Leo                           | Scarlett Smulkowski           | Delcourt                |
| Septembre  | Minik                                                                | Richard Marazano      | Hyppolite                     |                               | Aire Libre Dupuis       |
| novembre   | La Conquête de Mars t. 1 : Le premier homme sur la Lune              | Grégory Jarry         | Otto T.                       | Otto T.                       | FLBLB                   |
| septembre  | Lucius Crassius                                                      | Grégory Jarry         | Otto T.                       | Otto T.                       | FLBLB                   |
| septembre  | La Guerre des Sambre Hugo et Iris chapitre 2 : La Passion selon Iris | Yslaire               | Jean Bastide et Vincent Mezil | Jean Bastide et Vincent Mezil | Glénat et Futuropolis   |
| septembre  | Rona, t. 6 : Le pays où les ruisseaux sont des fleuves               | Malo Louarn           | Malo Louarn                   |                               | Éditions P'tit Louis    |
| novembre   | Le syndrome d'Abel t. 1 Exil                                         | Xavier Dorison        | Richard Marazano              |                               | Glénat                  |
| 5 novembre | Koma t. 6 : Au commencement                                          | Pierre Wazem          | Frederik Peeters              | Albertine Ralenti             | Les Humanoïdes Associés |
| novembre   | La Conquête de Mars t. 2 : Germania                                  | Grégory Jarry         | Otto T.                       | Otto T.                       | FLBLB                   |
| novembre   | Le Retour à la terre t. 5 : Les Révolutions                          | Jean-Yves Ferri       | Manu Larcenet                 | Brigitte Findakly             | Dargaud                 |
| novembre   | Cédric hors-série : Faits d’hiver                                    | Raoul Cauvin          | Laudec                        | Vittorio Léonardo             | Dupuis                  |
| décembre   | Le Grand Mort t. 2 : Pauline…                                        | Régis Loisel et Djian | Vincent Mallié                | François Lapierre             | Vents d'Ouest           |

### Comics
| Sortie      | Titre                                                       | Scénariste                 | Dessinateur     | Coloriste       | Éditeur       |
| ----------- | ----------------------------------------------------------- | -------------------------- | --------------- | --------------- | ------------- |
| février     | La Tour sombre T.1                                          | Robin Furth et Peter David | Richard Isanove | Richard Isanove | Fusion Comics |
| 1er juillet | Y : The Last Man, t. 10 : Whys and Wherefores (Trajets d'Y) | Brian K. Vaughan           | Pia Guerra      |                 | Vertigo       |
| septembre   | La Tour sombre t. 2                                         | Robin Furth et Peter David | Richard Isanove | Richard Isanove | Fusion Comics |

### Mangas
| Sortie       | Titre                           | Scénariste     | Dessinateur    | Éditeur      |
| ------------ | ------------------------------- | -------------- | -------------- | ------------ |
| 28 février   | Le Visiteur du Sud t. 1         | Oh Yeong Jin   | Oh Yeong Jin   | FLBLB        |
| 12 septembre | Dragon Ball t. 1 (Anime comics) | Akira Toriyama | Akira Toriyama | Glénat       |
| 12 septembre | Fairy Tail t. 1                 | Hiro Mashima   | Hiro Mashima   | Pika Édition |
| 3 octobre    | Death Note t. 1 (fin)           | Tsugumi Ōba    | Takeshi Obata  | Pika Édition |

## Décès
- 6 janvier : Marty Links, autrice de comic strips (Emmy Lou)
- 10 février : Steve Gerber, 60 ans, scénariste américain
- 6 mars : Franco Paludetti, dessinateur italien de bandes dessinées
- 10 mars : Dave Stevens, 52 ans, auteur américain de bande dessinée (Rocketeer) et illustrateur de pin-ups
- 30 mars : Jim Mooney, dessinateur de comics
- 15 mai : Will Elder
- 8 juin : Vladimiro Missaglia
- 19 juin : Léon Taerea, dessinateur français de bande dessinée, actif à Tahiti
- 27 juin : Michael Turner, auteur de comics
- 17 juillet : Creig Flessel, 96 ans, dessinateur de comics
- 2 août : Fujio Akatsuka
- 15 août : Carlos Meglia, 50 ans, dessinateur argentin
- 26 septembre : Raymond Macherot, 84 ans, scénariste-dessinateur belge auteur de Chlorophylle et Sibylline
- 17 novembre : Guy Peellaert
- 8 décembre : Gérard Lauzier, auteur de bande dessinée, de pièces de théâtre, réalisateur de films, né en 1932.

## Documentation
- (en) R.C. Harvey, « Why 2008 Was A Very Good Year », dans The Comics Journal no 296, Fantagraphics, février 2009, p. 108-122.